# Amegilla velocissima
Amegilla velocissima es una especie de abeja excavadora perteneciente al género Amegilla, categorizada en la tribu Anthophorini, de la subfamilia Apinae. Fue descrita científicamente por Fedtschenko en 1875.
Se hospeda en diversidad de géneros y especies de plantas de las familias Fabaceae y Lamiaceae, entre ellas, Alhagi, Medicago sativa, Onobrychis, entre otras.

## Distribución y hábitat
La especie se distribuye por España, Italia, Rusia, Líbano, Turquía, Azerbaiyán, Irán, Turkmenistán, Pakistán, Tayikistán, Uzbekistán, Kazajistán, Mongolia y China. Habita en estepas montañosas y desiertos, en matorrales a lo largo de las orillas de los ríos. Se ha encontrado a más de 2000 m s. n. m.